# 層雲峡

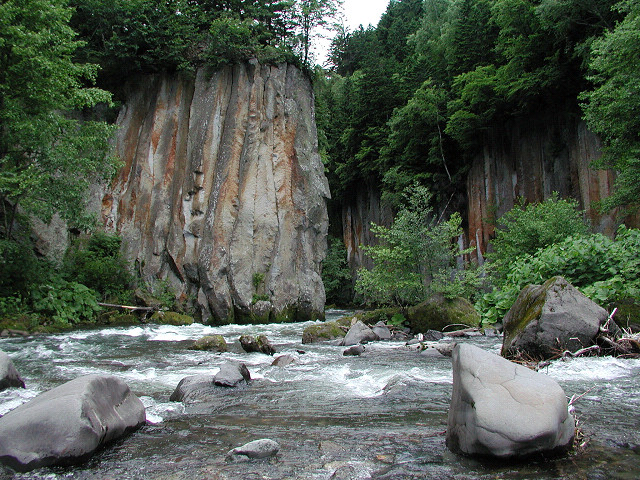
大函 (2001/07)

層雲峡（そううんきょう）は、北海道上川町にある峡谷である。大雪山国立公園に位置し、石狩川を挟み約24キロメートルの断崖絶壁が続く。大雪山黒岳山麓にある層雲峡温泉は大型ホテルなどが立ち並ぶ北海道有数の規模を誇る温泉街で、層雲峡および大雪山観光の中心地となっている。

## 名前の由来
1921年（大正10年）に訪れた大町桂月が命名した。
なお、渓谷入口にはアイヌ語で「ソウンペッ（so-un-pet：滝・ある・川）」と呼ばれる双雲別川があり、この音から発想し、字を当てたものと考えられている。

## みどころ

### 大函・小函
層雲峡の峡谷美が最も素晴らしい場所である。約3万年前の大雪山の噴火により堆積した溶結凝灰岩が石狩川によって浸食されたことにより形成された、高さ200メートル前後の柱状節理の断崖を間近に見ることができる。

### 流星・銀河の滝
石狩川左岸の断崖に並んでかかる2本の滝で、「流星・銀河の滝」として日本の滝百選にも選定されている。
流星の滝は落差90メートル、標高1,000メートル、直瀑。銀河の滝は落差104メートル、分岐瀑。流星の滝は高さのある急涯を太い1本の線となって流れ落ちる力強さから雄滝とも呼ばれ、銀河の滝は末広がりになって白糸を垂らしたような流身を持つ優雅さから雌滝と呼ばれている。この2つの滝は仲良く寄り添って落ちている事から、夫婦滝の別名もある。
国道39号の銀河トンネル入口横から旧道に入ったところに休憩施設と駐車場が整備されており、2つの滝を間近に眺めることができる。また、駐車場から背後の斜面を20分ほど登ったところには「双瀑台」の展望台があり、流れ落ちる2つの滝を同時に眺めることができる。層雲峡にはこの他にも、白蛇の滝、岩間の滝など、大小様々な滝がある。

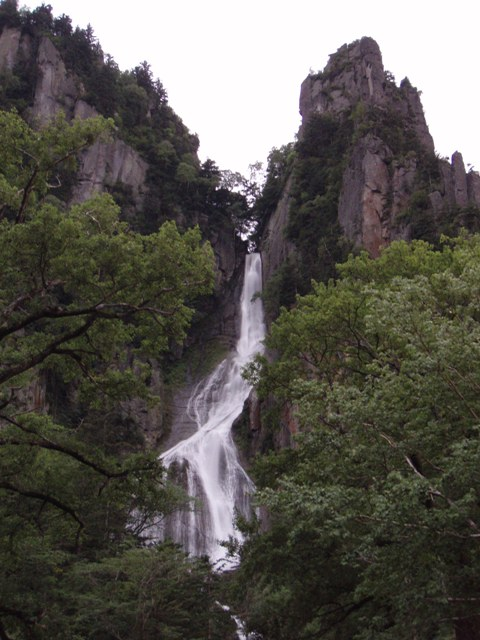
銀河の滝（2006年8月）
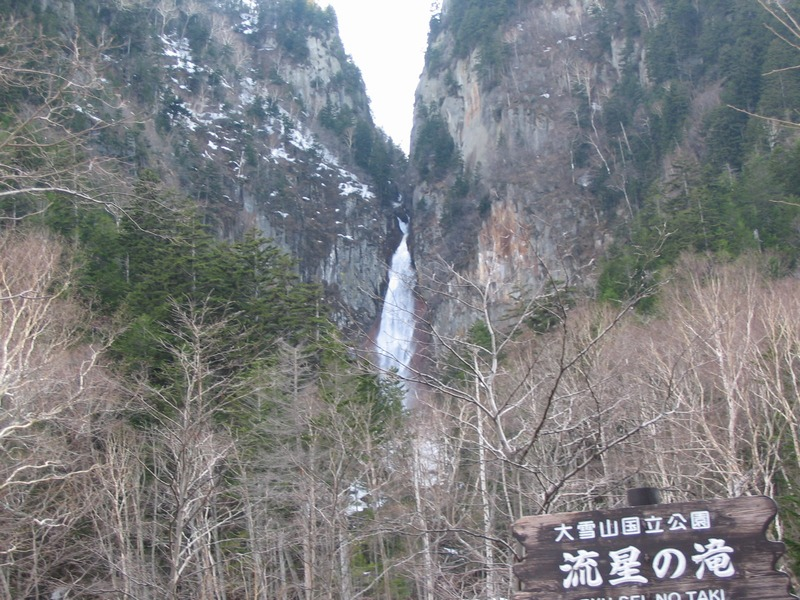
流星の滝（2006年5月）
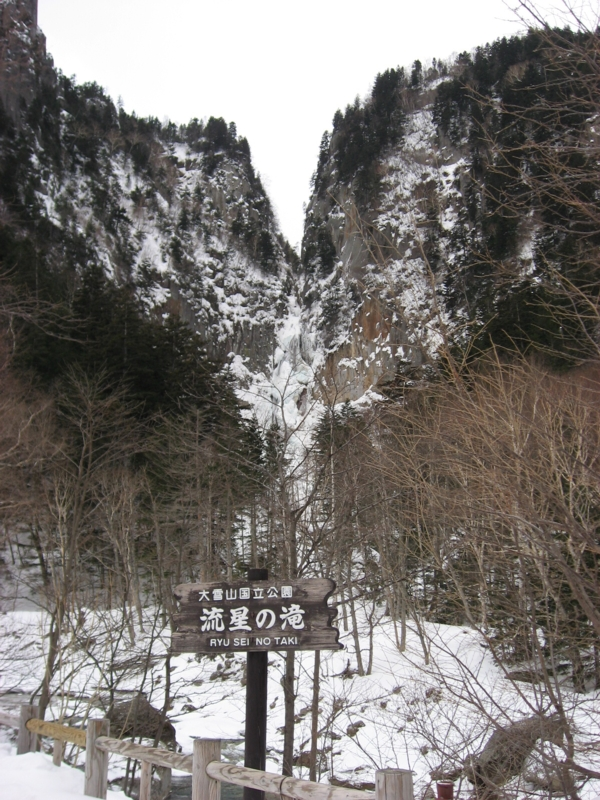
凍結時の流星の滝（2007年3月）
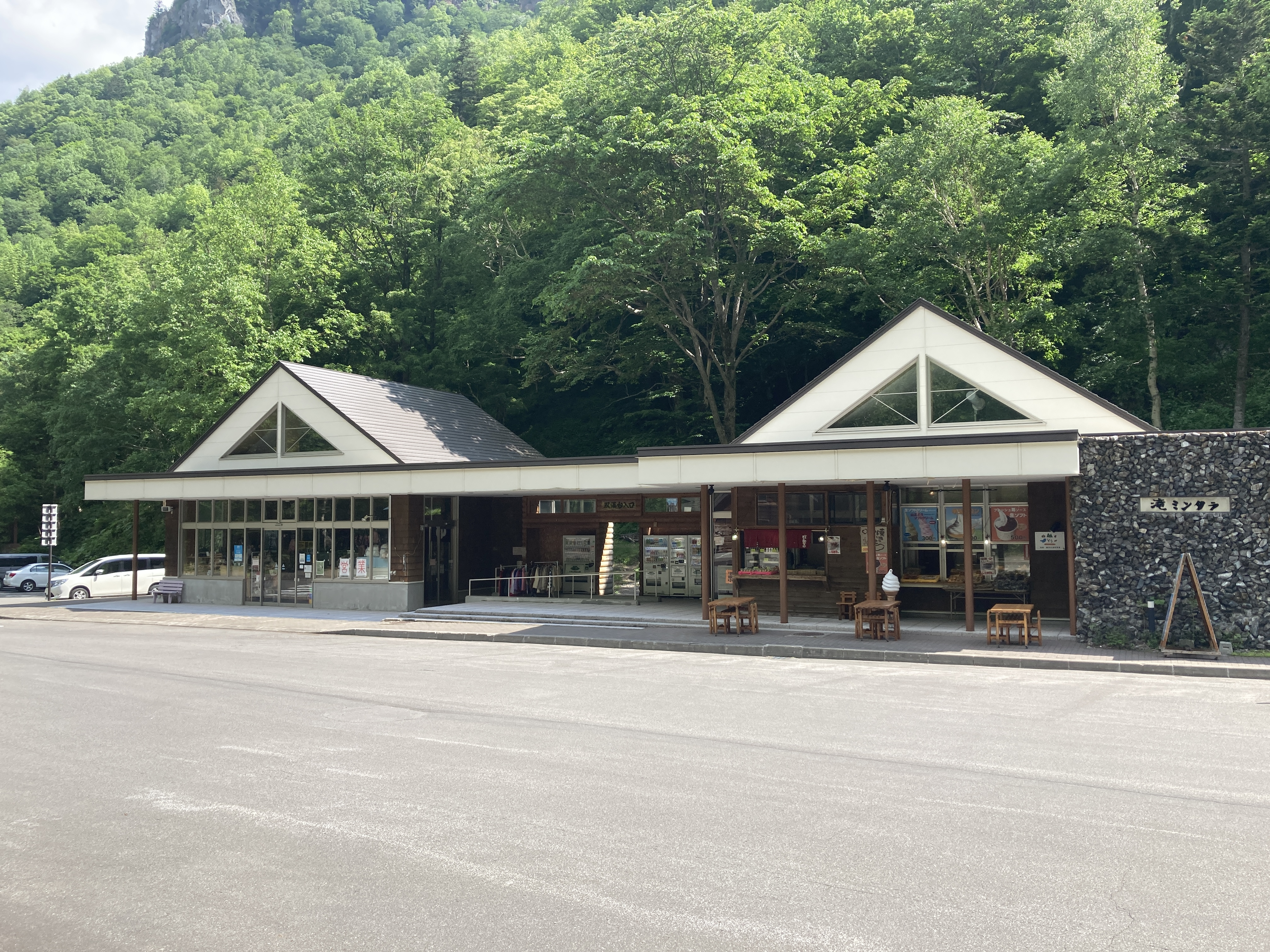
休憩舎「滝ミンタラ」（2022年6月）
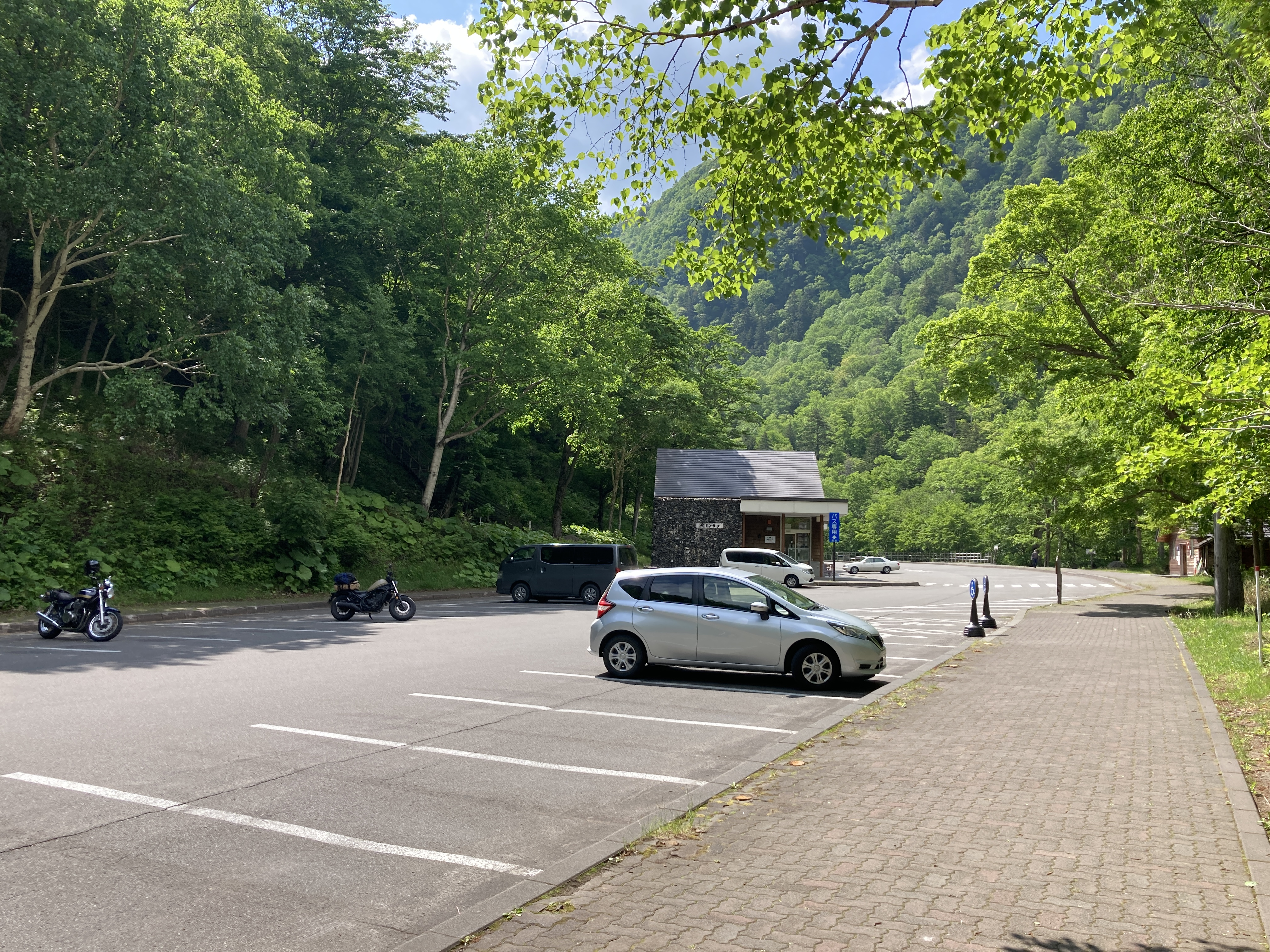
駐車場（2022年6月）

### 大雪山黒岳
大雪山黒岳は標高1,984メートル。層雲峡温泉の温泉街から大雪山層雲峡・黒岳ロープウェイとリフトを乗り継ぐと7合目まで行ける。そこから頂上までは1時間ほどで登ることができる。登山としては手軽であるが、毎年7月まで残雪があり、9月には初雪を迎えるため、相応の装備が必要である。

## 台風被害と復興
かつてはほとんど手つかずの原生林が広がっていたが、1954年（昭和29年）の洞爺丸台風により多数の風倒木被害を出した。その後山火事および害虫対策として風倒木の搬出が行われ、林業が一時的に栄えた。
倒木処理後は自生種による植林が行われたが、厳しい気候のもと生育が振るわず、試行錯誤の結果アカエゾマツが選ばれた。
現在層雲峡に広がるアカエゾマツの森林は植林によるものである。

## 落石対策
国道39号を層雲峡温泉から石北峠方面に向かうと長さ3,388メートルの銀河トンネルがある。もともと国道39号は層雲峡の渓谷に沿った断崖絶壁の直下を通過しており、石狩川をはさんでそびえ立つ柱状節理の巨大な岩盤「天城岩」や「流星の滝」「銀河の滝」、さらに巨大な岩壁が目と鼻の先に迫る「神削壁」などのダイナミックな光景を見ながら通過することができていた。しかしその反面、切り立った断崖の真下を通過することから、落石事故の危険性も高い区間となっていた。このため、安全を確保するため、特に落石の危険性が高いとされた「神削壁」の区間をトンネルで迂回することとし、1979年（昭和54年）に小函トンネル（延長1,134メートル）が建設された。
しかし、その後も落石は頻発し、1987年（昭和62年）6月9日早朝、天城岩の一部が11,000立方メートルに及ぶ大規模な崩落を起こした。石狩川を完全に埋め尽くし、対岸の国道39号を走っていたトラック等の車両5台とサイクリングの集団を直撃し、約100メートルに渡って国道をも埋め尽くした。人的被害は岩盤の直撃を受けた3名（トラック2台の運転手とサイクリングの先頭1人）が死亡、重軽傷者が6名という大惨事であった。この事故は「層雲峡小函天城岩崩落災害」や「天城岩崩落事故」等と呼ばれている。なお、崩落の原因は、柱状節理の岩盤が節理面の風化によって崩壊したものと考えられている
。
この災害を受け、危険箇所をトンネルで全面的に迂回することとなり、銀河・流星の滝の旭川寄りの地点から新しいトンネルを掘削し小函トンネル内部に接続する形で合計3,388メートルの長大トンネルが建設された。新トンネルは銀河の滝の名にちなみ銀河トンネルと命名され、1995年（平成7年）10月に供用開始された。旧道は1996年（平成8年）4月に上川町に移管され、旭川側から流星・銀河の滝までの区間が観光利用のため残され、その先もサイクリングロードを兼ねた「小函遊歩道」として活用されることとなった。落石調査や監視体制を行いながら通行を確保していたが、調査の結果を受け落石の危険が高いことから2004年（平成16年）の春以降、「小函遊歩道」は全線通行止めとなっている。この区間には天城岩、神削壁、錦糸の滝等の名所があるため観光関係者からは開通に向けた強い要望があり、町議会でも2020年（令和2年）7月に現地調査を行う等再開の可能性について調査検討が行われている。